# Residencia d'avis del barri de la Sagrada Família (Manresa)
La Residencia d'avis del barri de la Sagrada Família és una fundació privada sense ànim de lucre que va sorgir a l'entorn de l'Associació de Veïns del barri de la Sagrada família de Manresa. La residència va ser fruit de la iniciativa ciutadana, que va saber implicar a la gent del barri, junt amb altres agents de la ciutat, com ara l'antiga Caixa de Manresa, l'Ajuntament de Manresa i també la Generalitat de Catalunya. En l'actualitat la Fundació Residència d'Avis del barri, atén a més de noranta avis i té un equip de més de 50 professionals. La Residència compta actualment amb 42 places fixes, 24 de Centre de dia i 9 més de convivència compartida.
La Fundació està dirigida pel patronat, que vetlla perquè es compleixi la missió de la residència: "poder envellir sense haver d'abandonar el barri". Es tracta d'oferir suport i acolliment integral a les persones grans del barri tot seguint un model d'atenció centrat en la persona. El treball en equip per garantir la qualitat assistencial i alhora millorar el barri són valors fundacionals que segueixen en vigència en l'actualitat. Des de 2018 el president del Patronat és Rossend Coll i Pujols, i des de 2020 la directora és Yesmine Regués Gurt.

## Història
L'any 1985, veient les necessitats al barri de la Sagrada Família de Manresa, un grup de veïns van començar a treballar per poder tirar endavant un projecte de residència per a gent gran. L'any 1986 es van acollir a l'Associació de veïns del barri i van iniciar una campanya que amb aportacions populars obtingué més d'un milió de pessetes, per poder comprar el primer pis de la residència. L'any 1988 es va inaugurar la residencia d'avis ajuntant dos pisos (9 places) per aconseguir que les persones grans del barri poguessin envellir al mateix lloc on havien viscut i crescut
Amb el suport de la Generalitat de Catalunya, de Caixa Manresa i també de l'Ajuntament de la ciutat l'any 1988 es va poder inaugurar l'equipament. El 2013 es va fer la celebració dels 25 anys d'existència de la residència.